# Когда тебе семнадцать
Когда тебе семнадцать (фр. Quand on a 17 ans) — французский драматический фильм, снятый Андре Тешине. Мировая премьера ленты состоялась в феврале 2016 года на Берлинском международном кинофестивале. Фильм рассказывает об отношениях между двумя подростками.

## В ролях
| Актёр              | Роль          |
| ------------------ | ------------- |
| Сандрин Киберлен   | Марианна      |
| Кейси Моттет Кляйн | Дамьен Долиль |
| Корантен Фила      | Тома          |

## Награды
| Список наград и номинаций              | Список наград и номинаций | Список наград и номинаций             | Список наград и номинаций | Список наград и номинаций | Список наград и номинаций |
| Кинопремия                             | Дата церемония            | Категория                             | Номинант(ы)               | Результат                 | Дж                        |
| -------------------------------------- | ------------------------- | ------------------------------------- | ------------------------- | ------------------------- | ------------------------- |
| Берлинский международный кинофестиваль | 21 февраля 2016           | «Золотой медведь»                     | «Когда тебе семнадцать»   | Номинация                 |                           |
| Кинофестиваль в Кабуре                 | 12 июня 2016              | «Золотой Сван» самому молодому актёру | Кейси Моттет Кляйн        | Победа                    |                           |
| Премия «Люмьер»                        | 30 января 2017            | Самый молодой актёр                   | Коринтен Фила             | Номинация                 | [ 2 ]                     |
| Премия «Люмьер»                        | 30 января 2017            | Самый молодой актёр                   | Кейси Моттет Кляйн        | Номинация                 | [ 2 ]                     |
| Премия «Сезар»                         | 24 февраля 2017           | Многообещающий актёр                  | Кейси Моттет Кляйн        | Номинация                 | [ 3 ]                     |
| Премия «Сезар»                         | 24 февраля 2017           | Многообещающий актёр                  | Корантен Фила             | Номинация                 | [ 3 ]                     |